# Ethambutol
Ethambutol is een bacteriostatisch antibioticum dat werkzaam is tegen Mycobacterium tuberculosis en nog een aantal andere mycobacteriën. Het wordt in combinatie met andere tuberculostatica (rifampicine, INH) gebruikt bij de behandeling van tuberculose. Het is ook een eerstelijns antibioticum bij de medicamenteuze behandeling van een infectie met Mycobacterium avium, ook weer in combinatie met andere medicijnen als rifabutin en claritromycine.
Ethambutol wordt snel opgenomen en heeft in het bloed 2 tot 4 uur na inname de hoogste concentratie. Het werkt omdat het de opbouw van de celwand van de bacterie verstoort.
De stof is opgenomen in de lijst van essentiële geneesmiddelen van de WHO.

## Dosering
Volgens de boeken moet ethambutol in verschillende hoeveelheden worden gedoseerd tijdens de tuberculosebehandeling. In de eerste 2 maanden 20-25 mg/kg waarbij het dan als bactericide zou werken, daarna 15-20 mg/kg bij dagelijkse dosering. In de praktijk kan worden volstaan met 15 mg/kg per dag. De maximale dagdosering bij dagelijks gebruik is 1600 mg. Bij ernstige nierfunctiestoornissen wordt de dosering vaak aangepast alhoewel dat niet altijd nodig blijkt als bloedspiegels worden bepaald.

## Bijwerkingen
Ethambutol kan een neuritis optica veroorzaken die dosisafhankelijk en in het begin reversibel is. Dit treedt zelden op bij doseringen van 15 mg/kg maar kan wel voorkomen bij hogere doseringen. Het eerste symptoom is vaak een gestoord rood-groen kleurenzien. Andere mogelijke oogproblemen door dit geneesmiddel zijn een slechte visus en scotomen.